# Vetenskapsåret 1766

## Händelser
- Henry Cavendish publicerar On Factitious Airs, där upptäckten av gasen som senare skulle kallas väte beskrivs.

## Pristagare
- Copleymedaljen: William Brownrigg, Edward Delaval, Henry Cavendish

## Födda
- 2 februari – William Townsend Aiton (död 1849), brittisk botaniker.
- 10 februari – Benjamin Smith Barton (död 1815), amerikansk botaniker.
- 11 februari – Johann Jacob Paul Moldenhawer (död 1827), tysk botaniker.
- 6 juli – Alexander Wilson (död 1813), skotsk-amerikansk ornitolog.
- 3 augusti – Kurt Sprengel (död 1833), tysk botanist och läkare.
- 6 augusti – William Hyde Wollaston (död 1828), engelsk kemist och fysiker.
- 6 september – John Dalton (död 1844), engelsk kemist och fysiker.
- 24 september – John Farey (död 1826), brittisk geolog och matematiker.
- 10 december – Samuel Frederick Gray (död 1828), brittisk botaniker, mykolog och farmakolog.
- 23 december – Wilhelm Hisinger (död 1852), svensk kemist och fysiker.
- 29 december – Charles Macintosh (död 1843), skotsk kemist och uppfinnare.

## Avlidna
- 10 mars – Jane Colden (född 1724), nordamerikansk botaniker.